# Tân Giới
Tân Giới (tiếng Trung: 新界, tiếng Anh: New Territories) là một trong ba khu vực chính của Hồng Kông, bên cạnh đảo Hồng Kông và bán đảo Cửu Long. Khu vực này chiếm 86,2% diện tích và khoảng một nửa dân số của vùng lãnh thổ này. Tân Giới được nhà Thanh cho Anh Quốc thuê 99 năm theo một điều ước được ký vào năm 1898.

## Lịch sử
Ngày 9 tháng 6 năm 1898, Anh Quốc và triều đình Mãn Thanh ký kết điều ước "Mở rộng địa giới Hồng Kông" tại Bắc Kinh, thuê nhượng vùng đất từ phía bắc đường giới tuyến Cửu Long đến bờ nam sông Thâm Quyến, cùng 233 hòn đảo lân cận như Đại Tự Sơn, Nam Nha, Trường Châu và Bình Châu, kỳ hạn 99 năm cho đến năm 1997 thì chấm dứt hiệu lực. Vì vùng đất mới thuê nhượng chưa có một danh xưng thống nhất, cho nên người Anh mới gọi luôn là New Territories (tạm dịch: "Vùng lãnh thổ mới"), phiên sang tiếng Trung là "Tân Giới", có thể ngụ ý là "đường biên giới mới". Đường giới tuyến cũ phân cách vùng đất thuê nhượng (Tân Giới) và vùng đất cắt nhượng (Cửu Long), sau này được phát triển thành con đường lớn mang tên Phố Giới Hạn. Tân Giới vốn chỉ vùng đất từ Phố Giới Hạn đến bờ nam sông Thâm Quyến, nhưng do sự phát triển của thành thị, khu vực từ phía bắc của Phố Giới Hạn đến phía nam núi Sư Tử đã được sáp nhập vào các khu vực của Cửu Long (còn gọi là Tân Cửu Long).

## Địa lý và phân hoạch hành chính
Căn cứ văn bản được công bố vào tháng 12 năm 2003 của Tổng cục Địa chánh Hồng Kông, diện tích của toàn Tân Giới vào khoảng 747,18 km². Tính luôn cả đảo Đại Dữ Sơn và 233 đảo lân cận, tổng diện tích ước khoảng 975,23 km². Theo Bách khoa toàn thư Britannica, diện tích Tân Giới là 952 km². Phân định hành chính có chín khu (quận), mỗi đều có một nghị hội khu của riêng mình, đó là:
- Khu Ly Đảo (các đảo ngoài khơi)
- Khu Quý Thanh
- Khu Bắc
- Khu Tây Cống
- Khu Sa Điền
- Khu Đại Bộ
- Khu Thuyên Loan
- Khu Đồn Môn
- Khu Nguyên Lãng

Về phân chia khu vực bầu cử hội đồng lập pháp, Tân Giới lại chia làm hai khu:
- Tân Giới Đông: bao gồm Khu Bắc, Đại Bộ, Sa Điền và Tây Cống (được 07 ghế）
- Tân Giới Tây: bao gồm khu Thuyên Loan, Đồn Môn, Nguyên Lãng, Quý Thanh và Ly Đảo (được 08 ghế).

## Nhân khẩu
Căn cứ bản điều tra nhân khẩu Hồng Kông năm 2011, tổng dân số của Tân Giới là 3.691.093 người, chiếm 52,2% dân số Hồng Kông; mật độ 3.801 người/km².